# Eochaid mac Eirc
Pour les articles homonymes, voir Eochaid.
Eochais, Eochu fils de Eirc fils de Rinnal fils de Genann est le dernier Roi des Fir Bolg, dans la mythologie celtique irlandaise, opposé au roi Nuada et aux Tuatha Dé Danann, lors de la bataille de Maighe Tuireadh.